# Aphelandra panamensis
Aphelandra panamensis är en akantusväxtart som beskrevs av L.A. Mcdade. Aphelandra panamensis ingår i släktet Aphelandra och familjen akantusväxter. Inga underarter finns listade i Catalogue of Life.